# بانوی ارومیه
بانوی ارومیه یک فیلم مستند کوتاه ایرانی محصول ۱۳۹۱ به کارگردانی محمد احسانی می‌باشد.

## خلاصه داستان
این فیلم مستندی شعرگونه دربارهٔ دریاچه ارومیه که در حال خشک شدن است، می‌باشد. فاجعه زیست‌محیطی آن فقط گریبانگیر ایران نیست و بر کشورهای همسایه ایران شامل ترکیه و عراق نیز تأثیر خواهد گذاشت. داستان این فیلم به زبان خود دریاچه نقل می‌شود که درخواست کمک می‌کند تا بلکه بتواند توجه جامعه جهانی را به خود جلب کند.

## جوایز
فیلم مستند بانوی ارومیه برنده جایزه هیئت داوران در جشنواره فیلم محیط زیست فنلاند در سال ۲۰۱۴ شده است.